# Basket Carugate 2007-2008
Il Basket Carugate 2007-2008, sponsorizzato Coldair, si è classificato 13° nel Girone A di Serie A2 ed è retrocesso in Serie B d'Eccellenza.

## Roster
|  | Naz.                | Ruolo | Sportivo                            | Anno | Alt. |  |
|  | ------------------- | ----- | ----------------------------------- | ---- | ---- |  |
|  | Italia (bandiera)   | G     | Silvia Gottardi (34 pres., 686 pt.) | 1978 | 176  |  |
|  | Italia (bandiera)   | AP    | Carolina Scibelli (35, 406)         | 1986 | 182  |  |
|  | Italia (bandiera)   | AP    | Giulia Occhipinti (35, 277)         | 1988 | 183  |  |
|  | Italia (bandiera)   | P     | Silvia Brioschi (33, 166)           | 1979 | 168  |  |
|  | Italia (bandiera)   | G     | Eugenia Zamelli (33, 164)           | 1983 | 175  |  |
|  | Germania (bandiera) | G     | Jezabel Ohanian (12, 144)           | 1977 | 172  |  |
|  | Italia (bandiera)   | C     | Giorgia Ermito (19, 139)            | 1988 | 180  |  |
|  | Italia (bandiera)   | C     | Alessandra Polini (35, 62)          | 1976 | 184  |  |
|  | Italia (bandiera)   | C     | Marianna Aschedamini (17, 33)       | 1983 | 190  |  |
|  | Italia (bandiera)   | G     | Erika Silipo (9, 22)                | 1984 | 178  |  |
|  | Italia (bandiera)   | G     | Alice Robustelli (14, 7)            | 1985 | 173  |  |
|  | Italia (bandiera)   | C     | Alessandra Mazzanti (11, 4)         | 1989 | 187  |  |